# 灘村 (兵庫県)
灘村（なだむら）は、兵庫県三原郡にあった村。現在の南あわじ市灘各町にあたる。

## 地理
- 海洋：紀伊水道
- 岬：潮崎
- 山岳：諭鶴羽山

## 歴史
- 1889年（明治22年）4月1日 - 町村制の施行により、下灘村・潮崎村・吉野村・宇野村の区域をもって発足。
- 1955年（昭和30年）4月7日 - 賀集村・北阿万村・阿万町と合併して南淡町が発足。同日灘村廃止。